# Skibin (Radków)
Skibin (deutsch Scheibau, älter auch Scheibe; tschechisch Šajba) ist ein Ortsteil der Stadt Radków in der Stadt- und Landgemeinde Radków im Powiat Kłodzki in der Woiwodschaft Niederschlesien in Polen.

## Geographische Lage
Skibin gehört durch seine geographische Lage zum Glatzer Kessel. Es liegt in den nördlichen Ausläufern des Heuscheuergebirges (polnisch Góry Stołowe), nahe der Droga wojewódzka 387 (Heuscheuerstraße). Nachbarorte sind Gajów (Reichenforst) im Nordosten, Radków im Westen, Leśna (Siebenhuben) im Südosten und Borek (Hain) im Südwesten. Jenseits der Grenze zu Tschechien, die im Westen verläuft, liegen Studená Voda (Kaltwasser) und Božanov (Barzdorf). Südwestlich am Übergang vom Heuscheuer- zum Falkengebirge (Broumovské stěny) liegt der 696 m hohe Weißer Stein (Bílá skála).

## Geschichte
Scheibau war zunächst ein Rittersitz im „Distrikt Wünschelburg“ in der ehemals böhmischen Grafschaft Glatz, mit der es die Geschichte seiner politischen und kirchlichen Zugehörigkeit von Anfang an teilte. Es gehörte zur Pfarrei der Wünschelburger Pfarrkirche und war im Besitz der landesherrlichen Kammer. 1549 erwarb Morinus von Haugwitz, Glatzer Mannrechtsbeisitzer und Besitzer von Oberpischkowitz und Rauschwitz, einige Bauern in Scheibau. Dessen Sohn Dittrich veräußerte 1569 diesen Anteil von Scheibau einem Hans Rutschel. 1573 verkaufte die landesherrliche Kammer fünf Bauern von „Scheibe“ der Stadt Wünschelburg. Ein weiterer Teil des Ritterguts gehörte der Johanniterkommende Glatz, die ihren Anteil im Jahre 1613 an die Stadt Wünschelburg veräußerte. Diese musste wegen Überschuldung alle Kammergüter, unter diesen auch Scheibau, ihren Gläubigern überlassen. 1622 starben in Scheibau 22 Menschen an der Pest. Später wurde ganz Scheibau mit 43 Bauer-, Gärtner- und anderen Stellen von der Wünschelburger Stadtkämmerei erworben. 
Nach dem Ersten Schlesischen Krieg 1742 und endgültig mit dem Hubertusburger Frieden 1763 fiel Scheibau zusammen mit der Grafschaft Glatz an Preußen. Für 1805 sind ein herrschaftliches Vorwerk, ein Kretscham sowie 12 Gärtner- und zwei Häuslerstellen nachgewiesen. 1830 befanden sich in Scheibau 30 Häuser, in denen 180 Einwohner lebten. Nach der Neugliederung Preußens gehörte Scheibau seit 1815 zur Provinz Schlesien, die in Landkreise aufgeteilt wurde. 1816–1853 war der Landkreis Glatz, 1854–1932 der Landkreis Neurode zuständig. Nach dessen Auflösung 1933 gehörte Scheibau bis 1945 wiederum zum Landkreis Glatz. Seit 1874 gehörte die Landgemeinde Scheibau zusammen mit den Landgemeinden Reichenforst, Scheibau und Siebenhuben sowie dem Gutsbezirk Reichenforst zum Amtsbezirk Tunschendorf.
Als Folge des Zweiten Weltkriegs fiel Scheibau mit dem größten Teil Schlesiens 1945 an Polen und wurde in Skibin umbenannt. Die deutsche Bevölkerung wurde 1946 vertrieben. Die neu angesiedelten Bewohner waren zum Teil Vertriebene aus Ostpolen, das an die Sowjetunion gefallen war. Die Anzahl der Einwohner ging danach deutlich zurück. 1975–1998 gehörte Skibin zur Woiwodschaft Wałbrzych (Waldenburg).